# Gran Sabana (gemeente)
Municipio Gran Sabana is een gemeente in de Venezolaanse staat Bolívar. De gemeente telt 40.500 inwoners. De hoofdplaats is Santa Elena de Uairen.

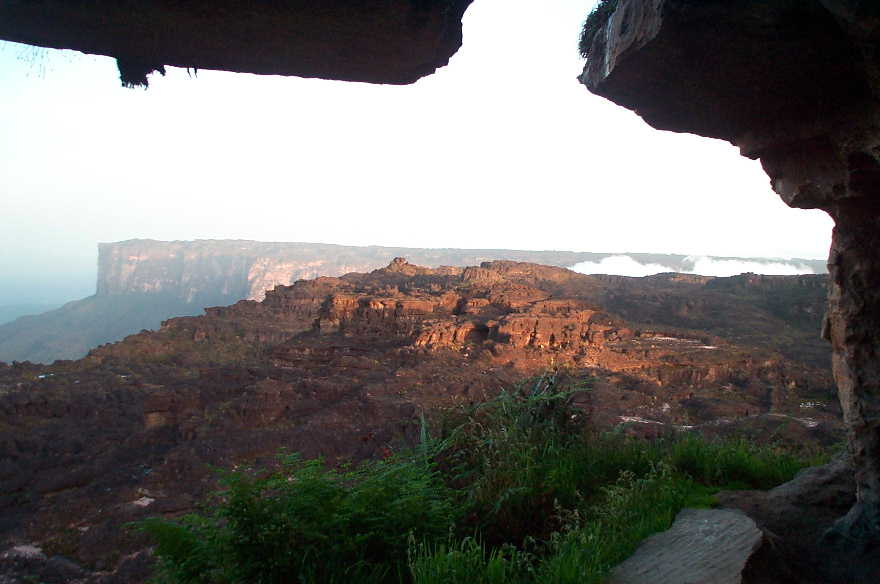
Hoogvlakte Gran Sabana